# Frota do Metrô de São Paulo
A frota operacional de trens do Metrô de São Paulo é composta atualmente por 232 composições de 12 séries diferentes, totalizando 1.419 carros além de 29 trens de 6 carros cada um (174 carros) da linha 4–Amarela, fabricadas entre 1998 e 2018. Trens com bitola larga de 1600 mm e alimentação por terceiro trilho operam nas linhas 1–Azul, 2–Verde e 3–Vermelha, enquanto trens com bitola internacional de 1435 mm operam com alimentação via catenária nas linhas 4–Amarela e 5–Lilás. Com exceção do monotrilho utilizado na 15–Prata, cujo trem possui 7 carros, e na 17–Ouro possuirá 5 carros, todas as outras composições possuem 6 carros cada uma.
As frotas operam na linha 3 com sinalização ATC, porém este ramal já está sendo modernizado para CBTC, enquanto as linhas 1, 2, 4, 5 e 15 já operam com este sistema, sendo a 4 e a 15 sem condutor (UTO).

## Frota da CMSP
As linhas 1, 2, 3 e 15 do Metrô são administradas pela Companhia do Metropolitano de São Paulo (CMSP). A frota M do Metrô é pertencente à categoria monotrilho, se diferenciando dos demais trens por ser um veículo que circula em vigas elevadas, recebe alimentação por suporte eletrizado na via e também é um modal de alta capacidade.
| Frota | Máscara | Linhas em Operação | Linhas Anteriores | Ano de Fabricação | Fabricante                                        | Velocidade Máxima (por linha) | Trens / Carros | Notas |
| ----- | ------- | ------------------ | ----------------- | ----------------- | ------------------------------------------------- | ----------------------------- | -------------- | --- |
| E     |         | Azul               | Verde Vermelha    | 1996 / 1999       | → Alstom                                          | 100 KM/h                      | 11 / 66        | |
| G     |         | Vermelha           | Azul Verde        | 2007 / 2009       | → Alstom                                          | 100 KM/h                      | 16 / 96        | |
| H     |         | Vermelha           | Azul              | 2007 / 2010       | → CAF                                             | 100 KM/h                      | 17 / 102       | |
| I     |         | Azul Verde         |                   | 2010 / 2018       | Consórcio Modertren: → Alstom → Siemens           | 100 KM/h                      | 25 / 150       | |
| J     |         | Azul Verde         |                   | 2011 / 2018       | Consórcio BTT: → Bombardier → Tejofran → Temoinsa | 100 KM/h                      | 26 / 156       | |
| K     |         | Azul Vermelha      |                   | 2010 / 2014       | Consórcio MTTrens: → T'Trans → MPE → Temoinsa     | 100 KM/h                      | 25 / 150       | |
| L     |         | Azul               | Verde Vermelha    | 2011 / 2017       | Consórcio Reformas Metrô: → Alstom → IESA         | 100 KM/h                      | 22 / 132       | |
| M     |         | Prata              |                   | 2011 / 2014       | → Bombardier                                      | 90 KM/h                       | 25 / 150       | A compra prevê ainda um total de 54 trens / 378 carros, mas devido ao atraso das obras estão previstos até a inauguração da estação São Mateus o recebimento de 32 trens / 224 carros ficando o restante para uma segunda fase. |

## Frota da ViaQuatro
A linha 4 do Metrô administrada pela concessionária ViaQuatro conta atualmente com um total de 29 composições/174 carros que operam com operação remota CBTC, bitola internacional, alimentação por catenária e portas de plataforma.
| Frota                     | Máscara | Linhas em Operação | Ano de Fabricação | Fabricante      | Velocidade Máxima | Trens / Carros | Notas                              |
| ------------------------- | ------- | ------------------ | ----------------- | --------------- | ----------------- | -------------- | ---------------------------------- |
| TUE Hyundai-Rotem Fase I  |         | Amarela            | 2009 / 2010       | → Hyundai Rotem | 80 KM/h           | 14 / 84        | - Composições de número 401 a 414. |
| TUE Hyundai-Rotem Fase II |         | Amarela            | 2016 / 2017       | → Hyundai Rotem | 80 KM/h           | 15 / 90        | - Composições de número 415 a 429. |

## Frota da ViaMobilidade
A linha 5, e futuramente a linha 17 do Metrô, são administradas pela concessionária ViaMobilidade. Conta atualmente com um total de 34 composições/204 carros que operam com CBTC, bitola internacional e alimentação por catenária. Separadas em duas frotas, a frota F (8 composições/48 carros), que após 3 anos parada para atualização de software, retornou à operação, e a frota P (26 composições/156 carros).
A linha 17 tem uma frota prevista de 14 composições de 5 carros cada (70 carros no total) que operarão com o sistema CBTC sem condutores, comprados para a primeira fase do projeto, entre as estações Washington Luís/Aeroporto de Congonhas e Morumbi.
| Frota | Máscara | Linhas em Operação | Ano / Adquirente inicial       | Fabricante           | Velocidade Máxima | Trens / Carros | Notas                              |
| ----- | ------- | ------------------ | ------------------------------ | -------------------- | ----------------- | -------------- | ---------------------------------- |
| F     |         | Lilás              | 2001 / 2002 CPTM               | → Alstom/CAF/Siemens | 80 KM/h           | 08 / 48        | - Composições de número 501 a 508. |
| P     |         | Lilás              | 2013 / 2014 Metrô de São Paulo | → CAF                | 80 KM/h           | 26 / 156       | - Composições de número 509 a 534. |

## Frotas em projeto/construção
| Frota                              | Imagem | Linhas Futuras de Operação | Ano         | Fabricante      | Velocidade Máxima | Trens / Carros | Notas |
| ---------------------------------- | ------ | -------------------------- | ----------- | --------------- | ----------------- | -------------- | --- |
| N                                  |        | Ouro                       | 2024 / 2025 | → BYD           | 80 KM/h           | 14 / 70        | - Devido ao atraso das obras, a frota prevista é de 14 trens de 5 carros cada na 1ª fase da linha entre Washington Luis/Aeroporto de Congonhas - Morumbi. - Consórcio que operará o ramal é a ViaMobilidade. |
| R                                  |        | Azul Verde Vermelha        |             | → CRRC          | 80 KM/h           | 44 / 264       | - 36 trens serão empregados na extensão da Linha 2 – Verde (Vila Prudente-Dutra) |
| S                                  |        | Prata                      |             | → CRRC → Alstom | 80 KM/h           | 19 / 133       | |
| TUE Série 600 (Linha Universidade) |        | Laranja                    | 2025        | → Alstom        | 90 KM/h           | 22 / 132       | |

## Frotas modernizadas
Existem também 3 séries de trens que foram reformadas, resultado do processo de modernização da frota. São elas as séries A, C e D, que após o processo de modernização formaram as frotas I, J, K e L.
| Frota | Máscara | Última Linha em Operação | Linhas Anteriores | Ano de Fabricação | Fabricante              | Velocidade Máxima | Trens / Carros Fabricados | Notas |
| ----- | ------- | ------------------------ | ----------------- | ----------------- | ----------------------- | ----------------- | ------------------------- | --- |
| A     |         | Azul                     | Verde Vermelha    | 1972 / 1974       | → Mafersa →Budd Company | 100 KM/h          | 51/306                    | - No dia 01/02/2018 o trem A35 prestou serviço pela última vez no horário de pico da noite, tendo sido recebido pela Companhia já modernizado na semana do dia 23/08/2018 e concluído o lote de modernizações da frota J. |
| C     |         | Vermelha                 |                   | 1982 / 1986       | → Cobrasma              | 100 KM/h          | 25 / 150                  | - No dia 10/07/2014 o trem C02 prestou serviço pela última vez no horário de pico da manhã, tendo sido recebido pela Companhia já modernizado na semana do dia 02/12/2014 e concluído o lote de modernizações da Frota K. |
| D     |         | Azul                     | Verde Vermelha    | 1982 / 1986       | → Mafersa               | 100 KM/h          | 22/ 132                   | - No dia 15/04/2017 o trem D45 prestou serviço pela última vez no horário de pico da noite, tendo sido recebido pela Companhia já modernizado e concluído o lote de modernizações da Frota L.                             |

## Interior das composições

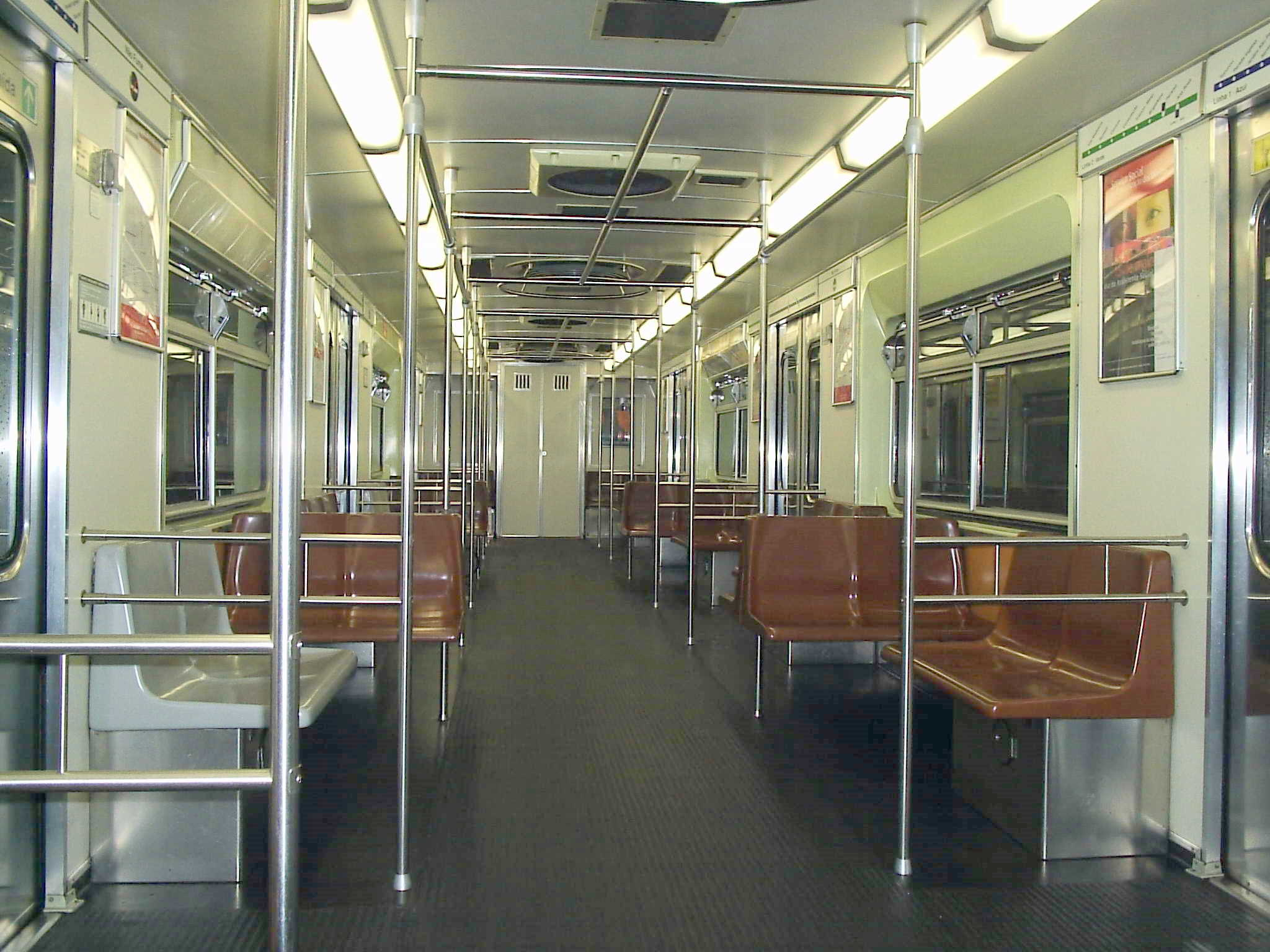
Frota A (1972)
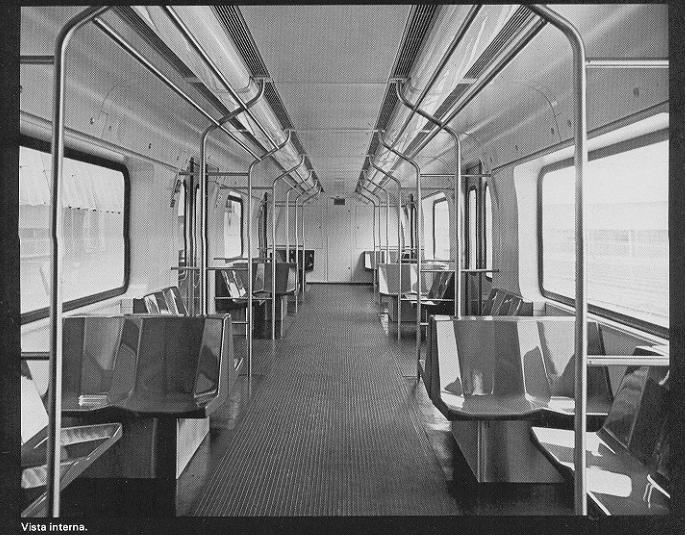
Frotas C e D (1982)
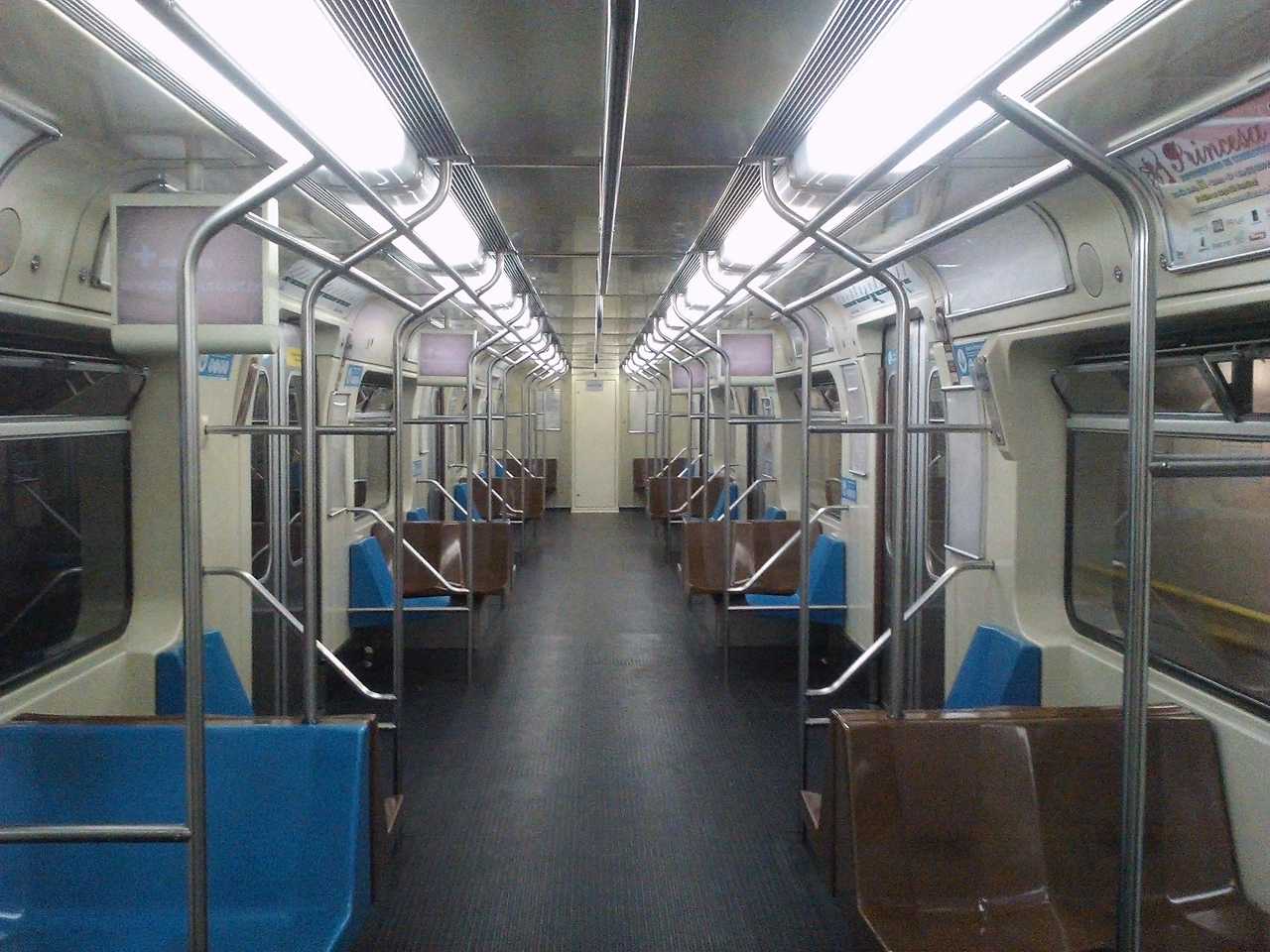
Frota E (1999)
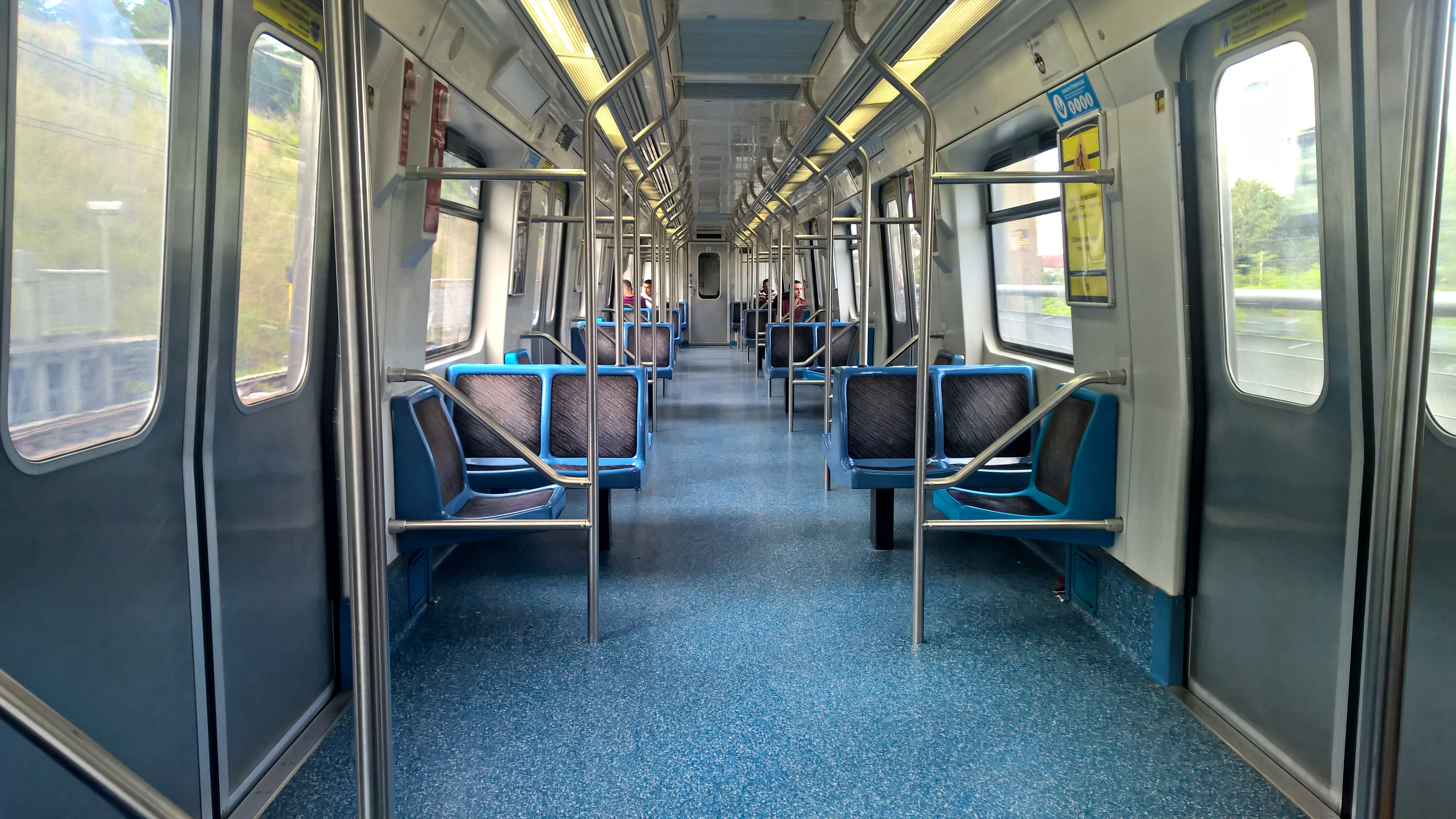
Frota F (2002)
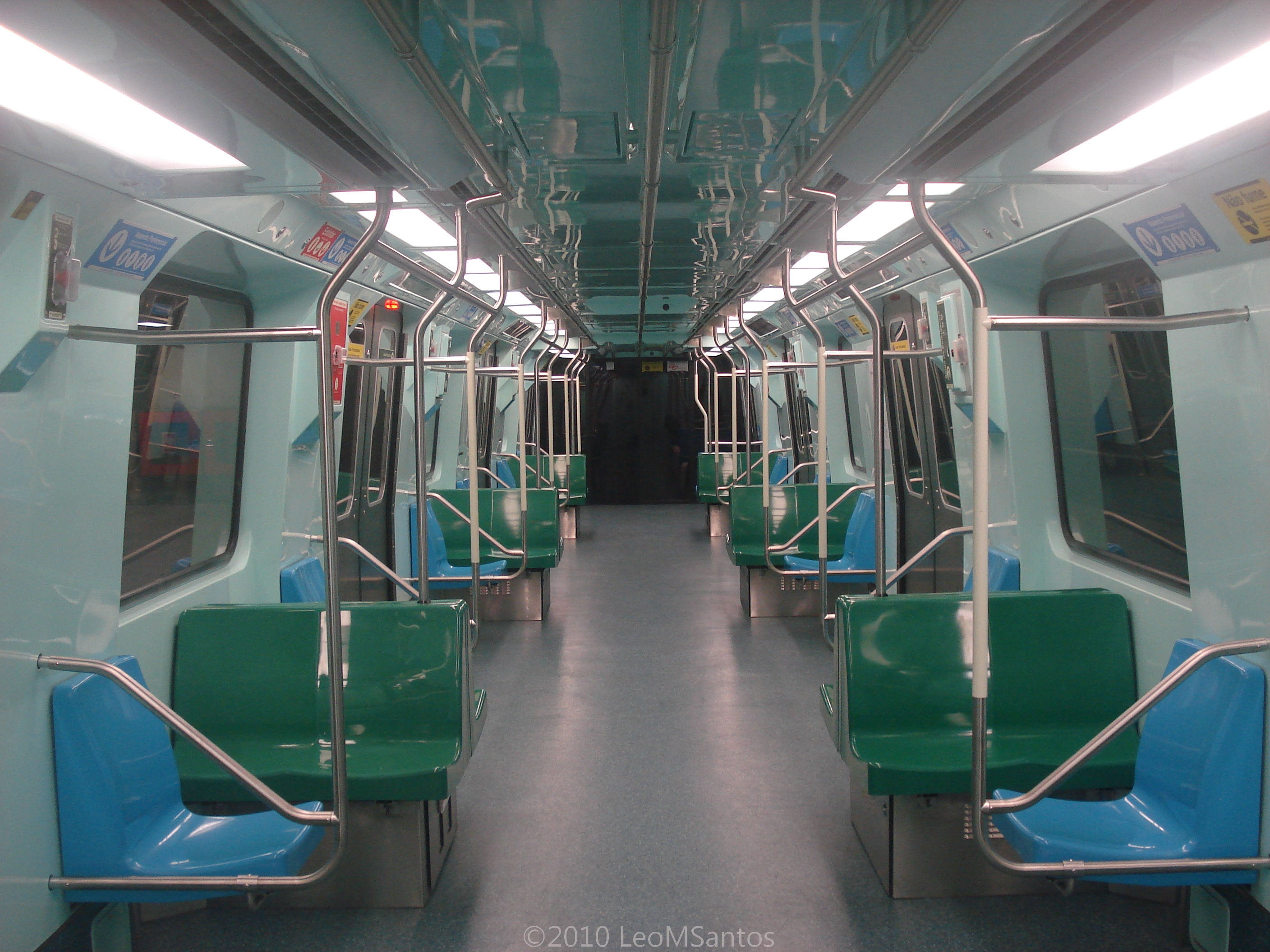
Frota G (2009)
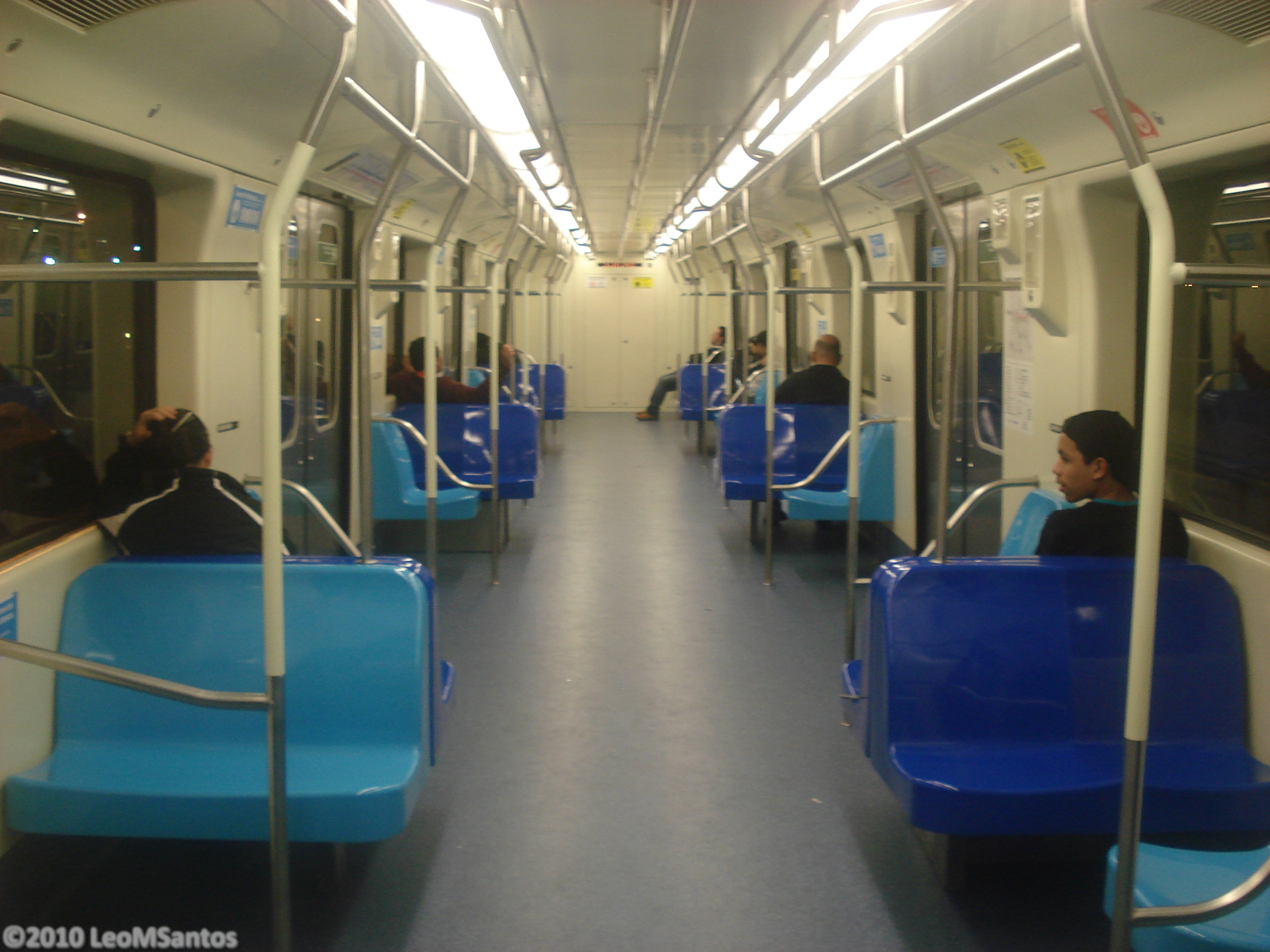
Frota H (2010)
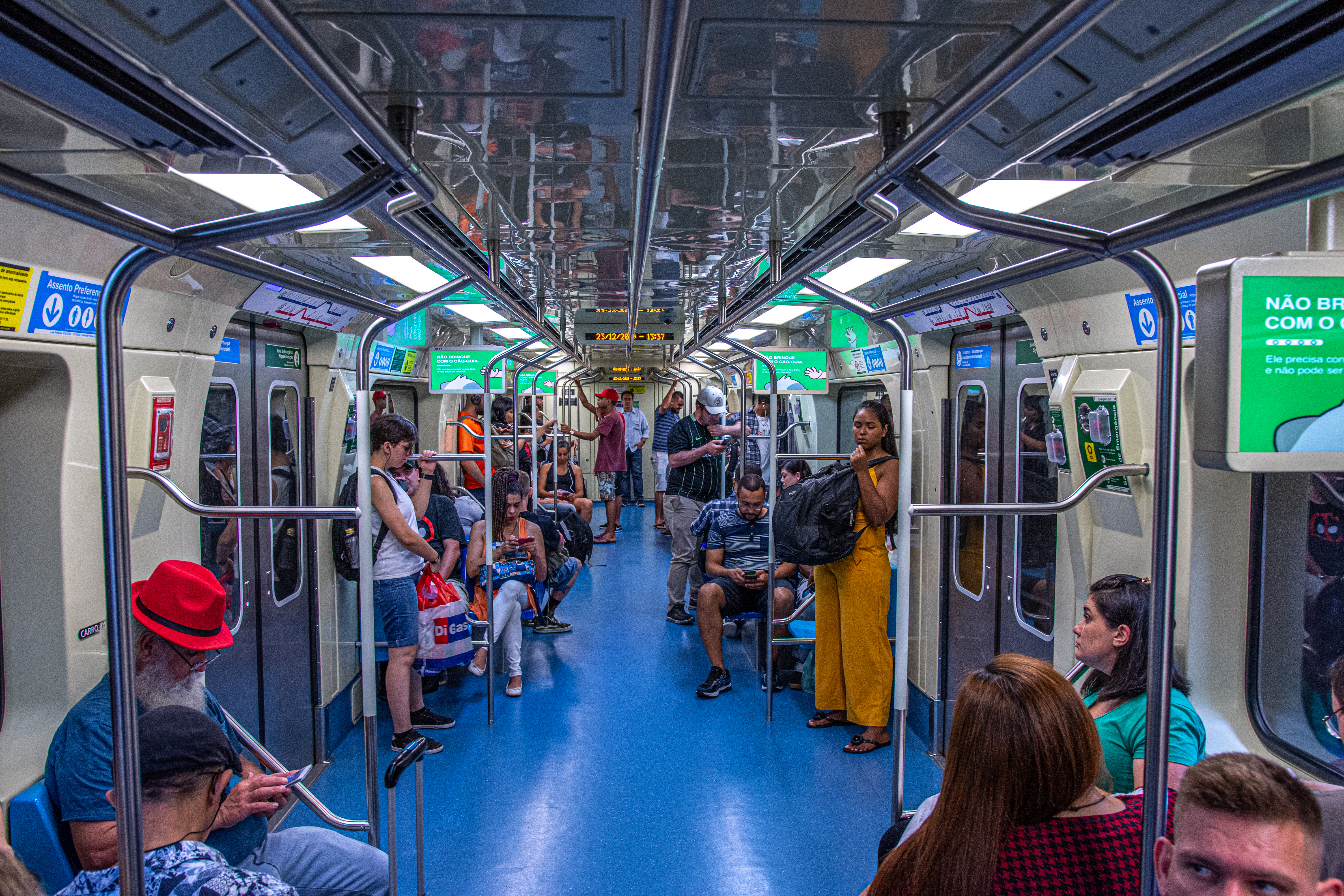
Frota I (2011)
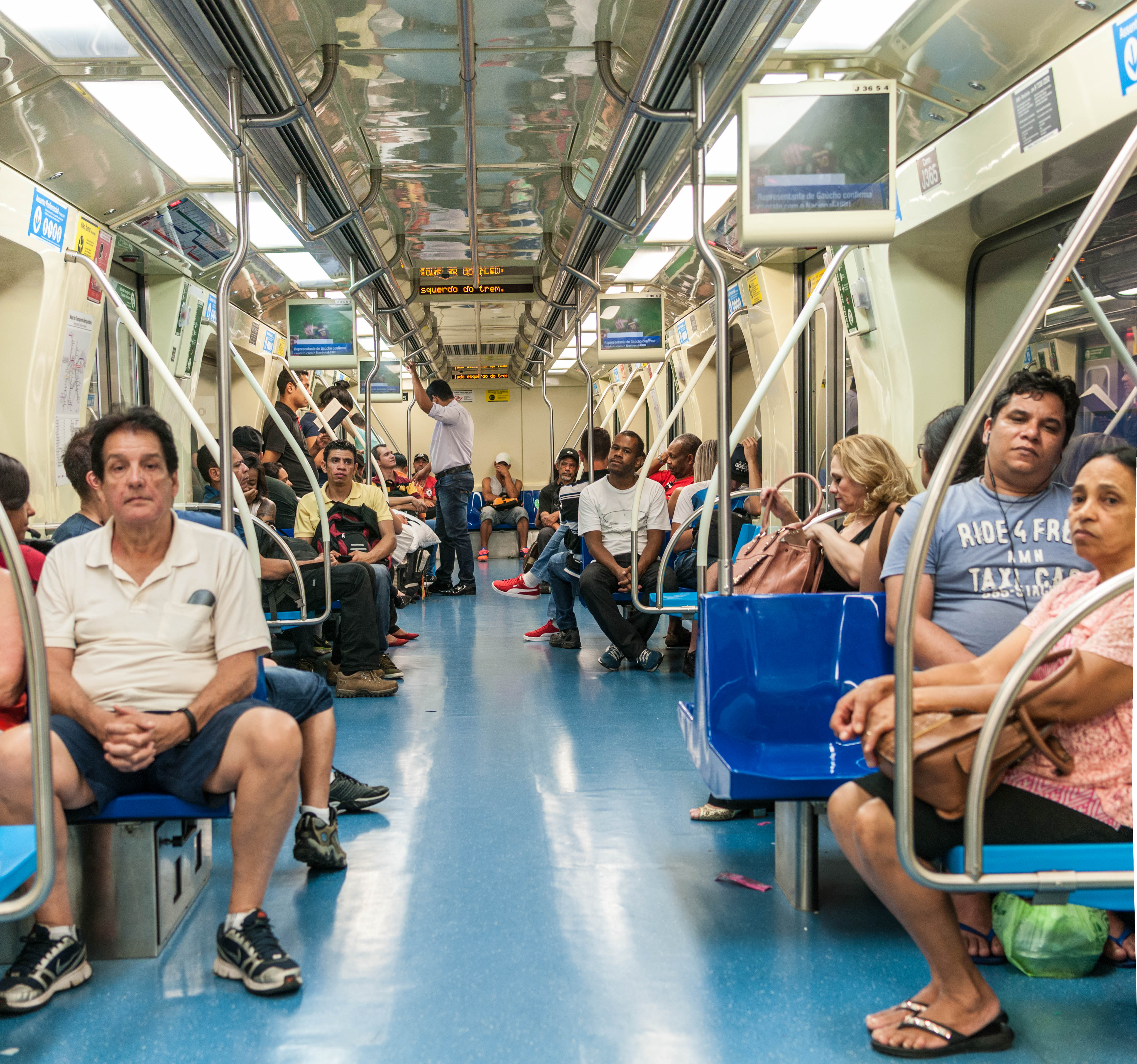
Frota J (2011)
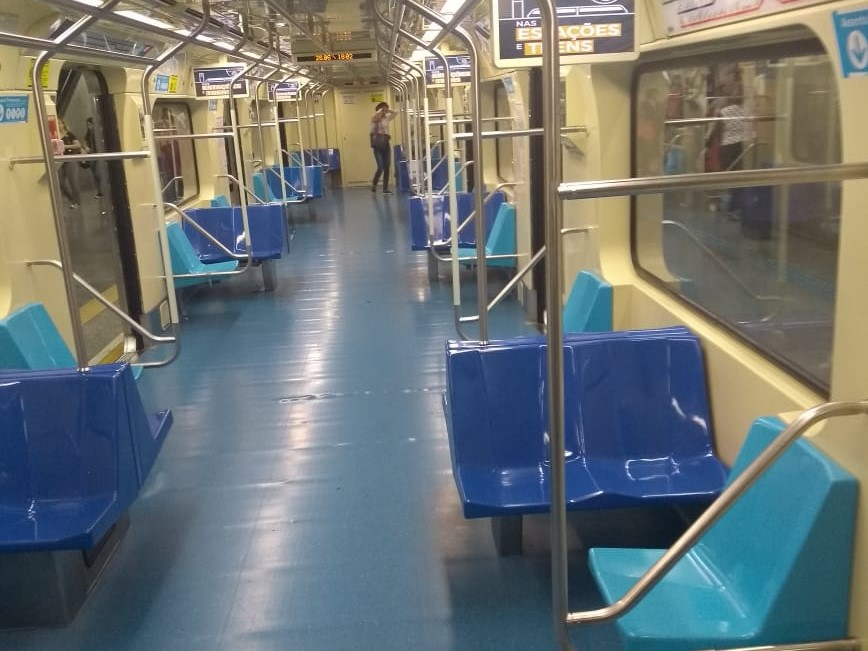
Frota K (2011)
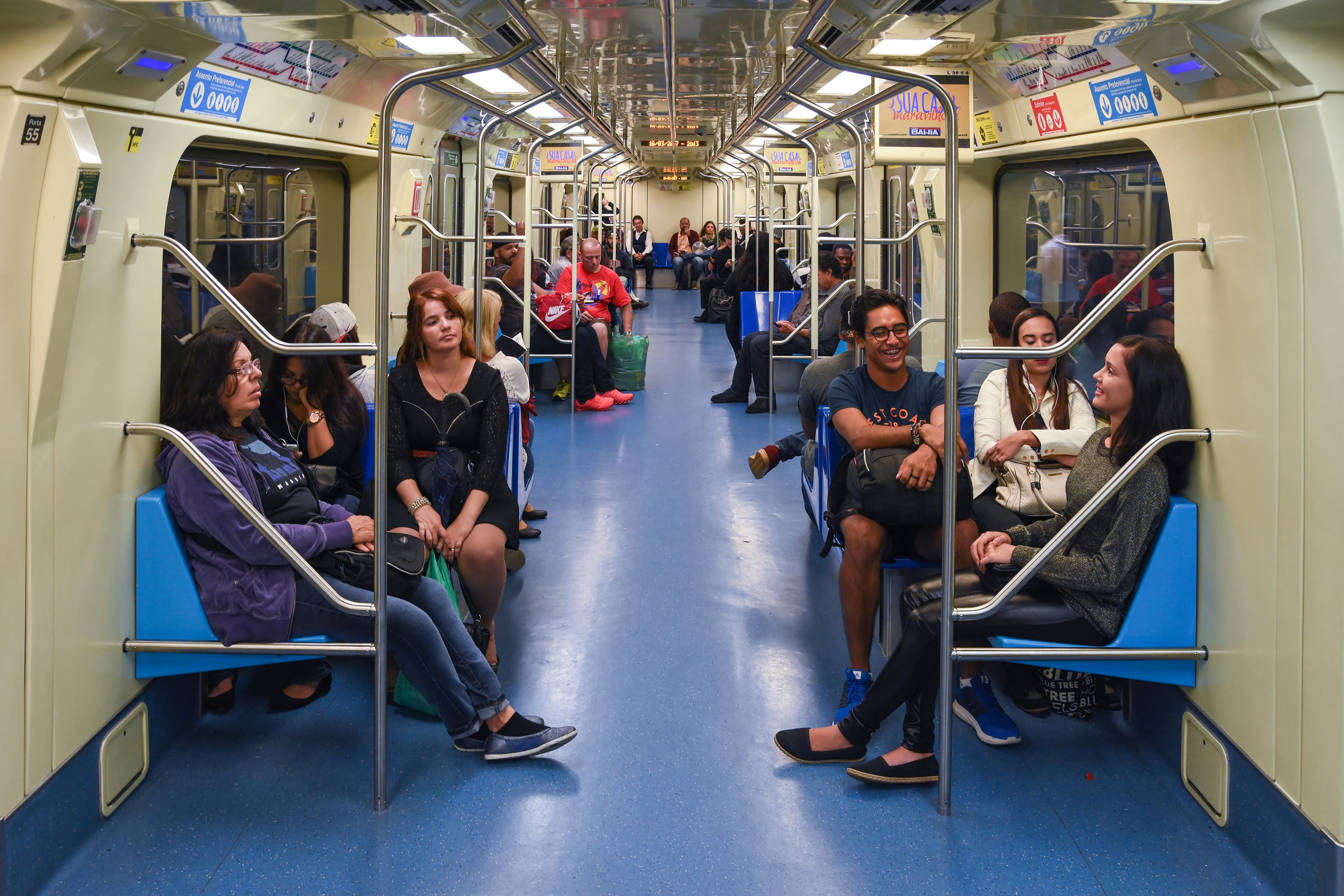
Frota L (2011)
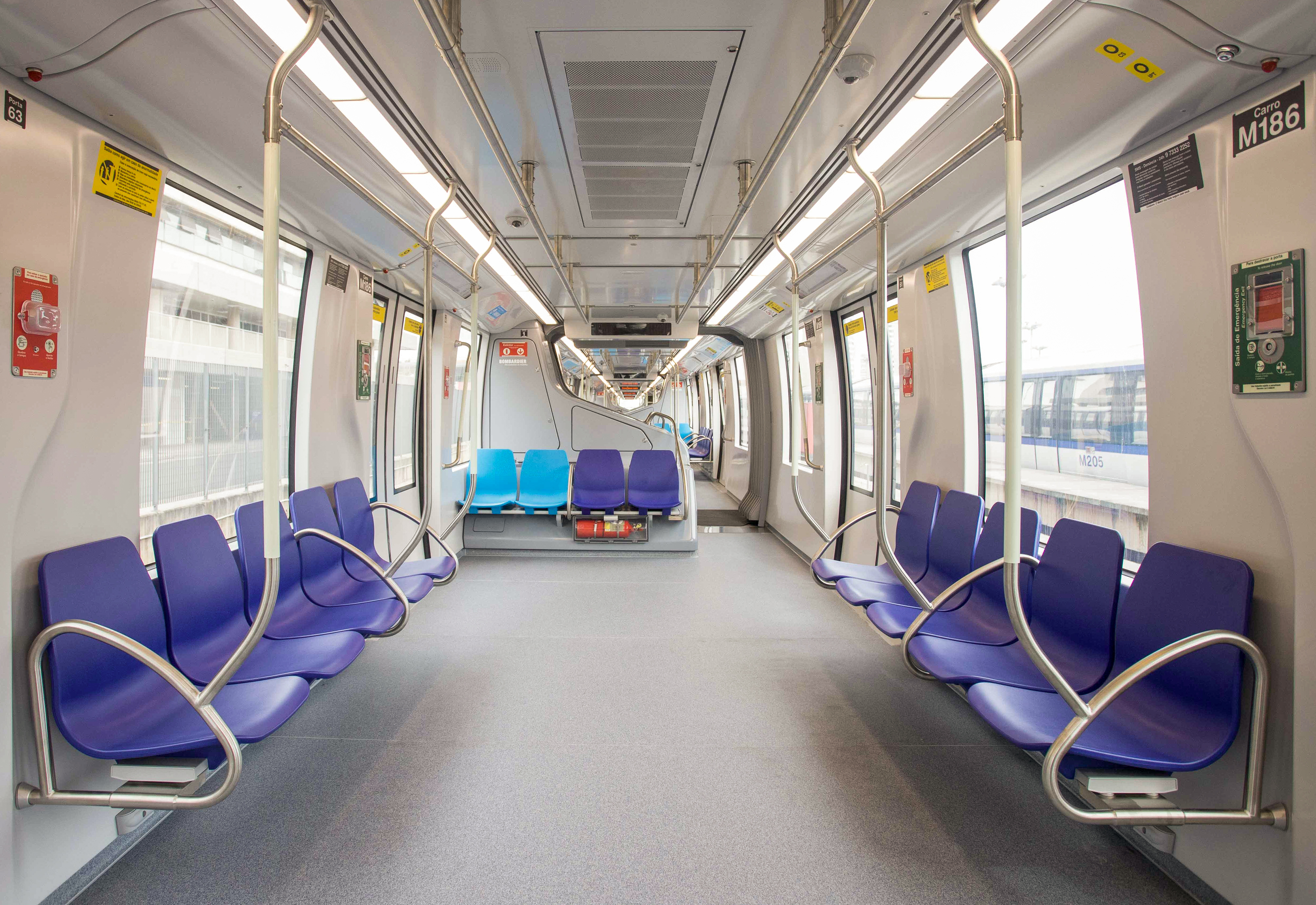
Frota M (2014)
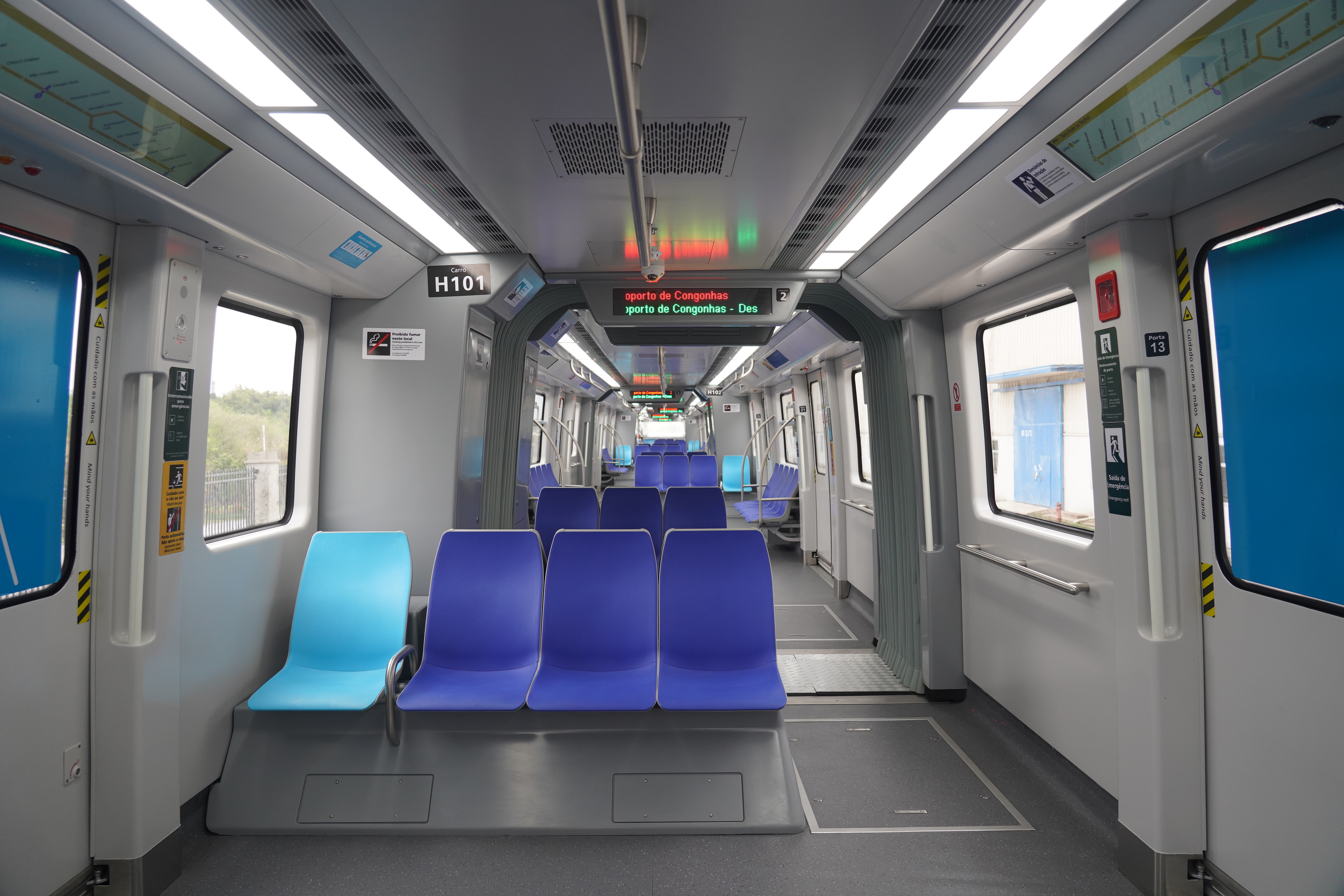
Frota N (2024)
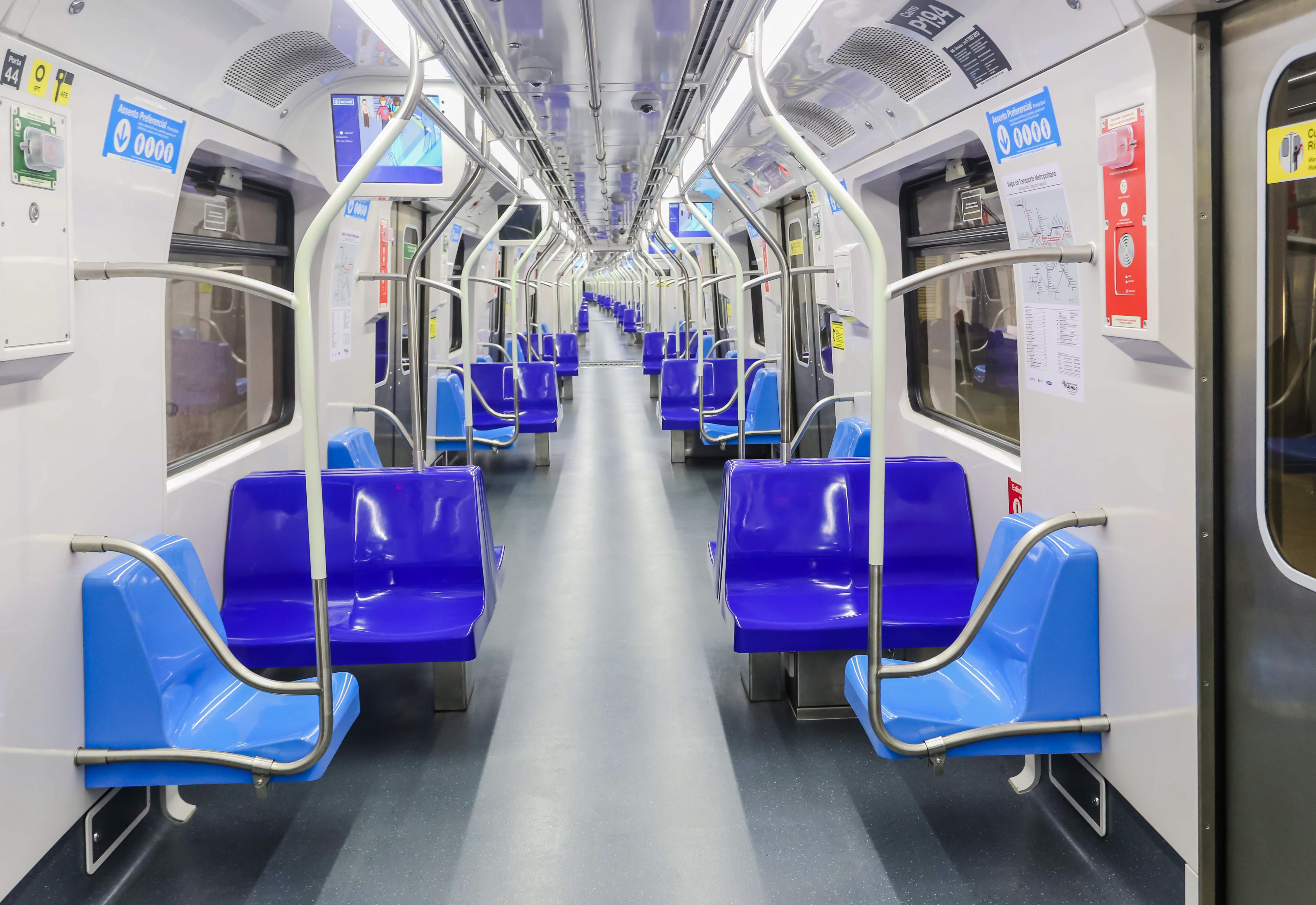
Frota P (2017)
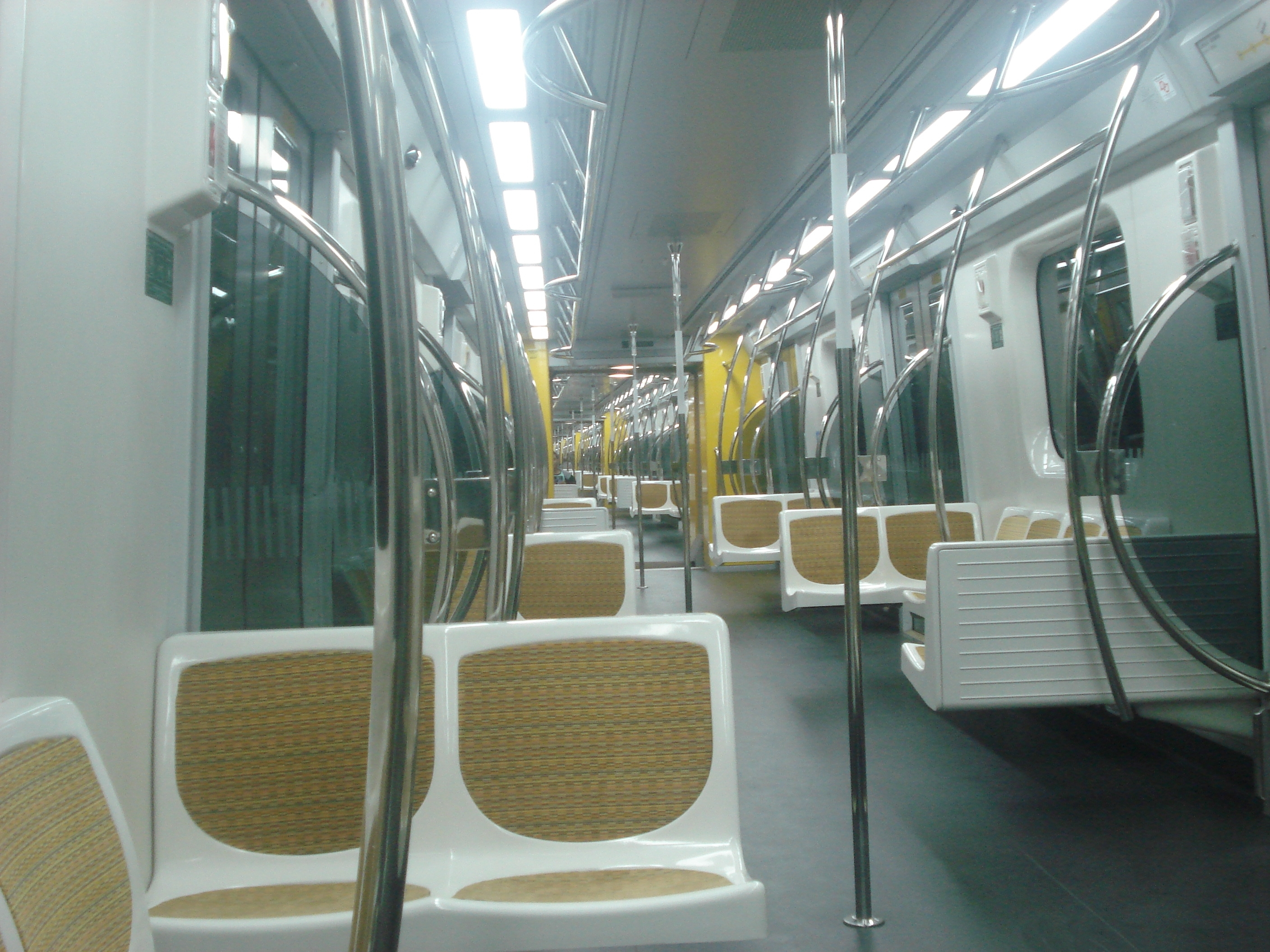
TUE Hyundai-Rotem Fase I (2010)
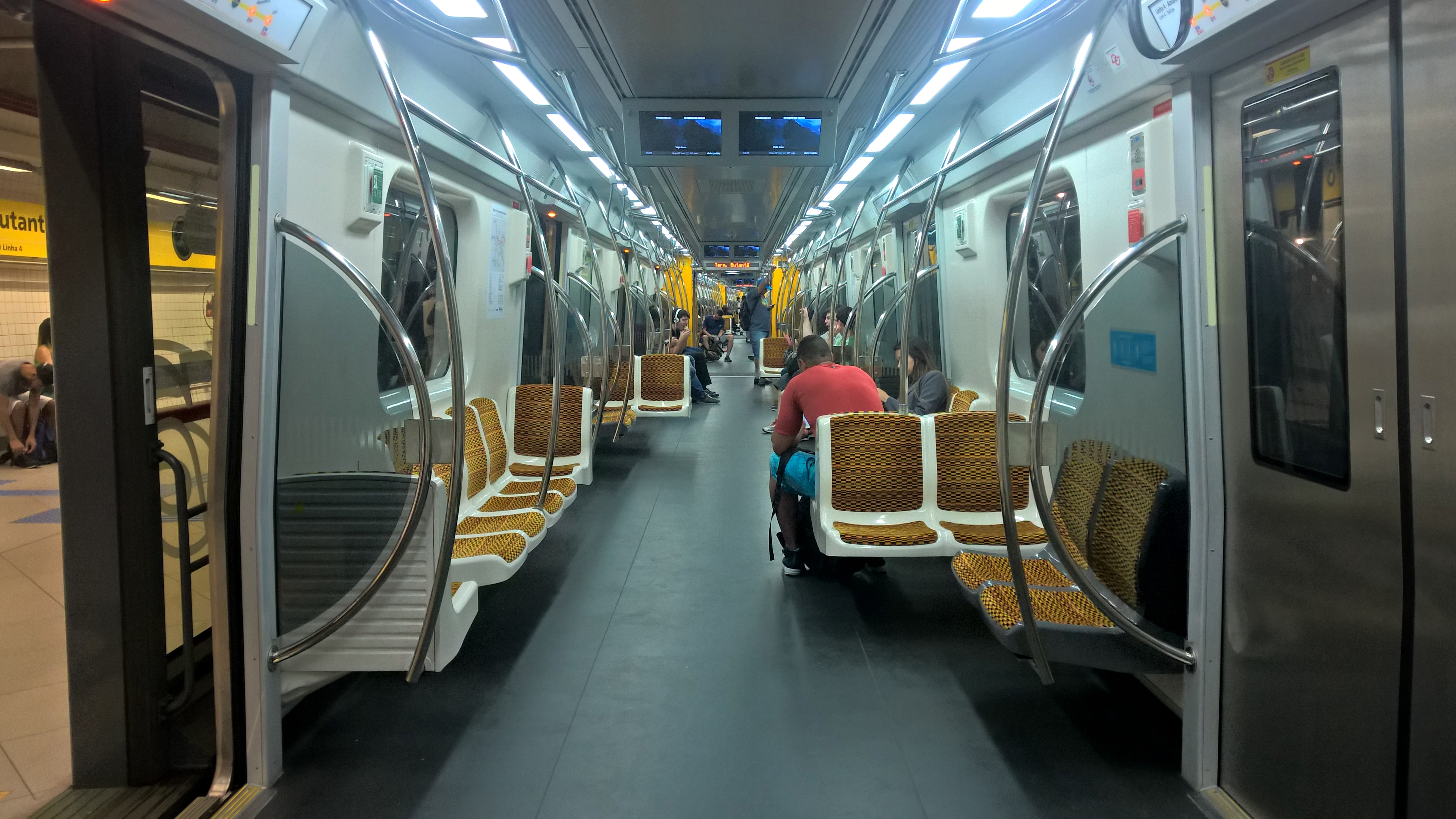
TUE Hyundai-Rotem Fase II (2016)
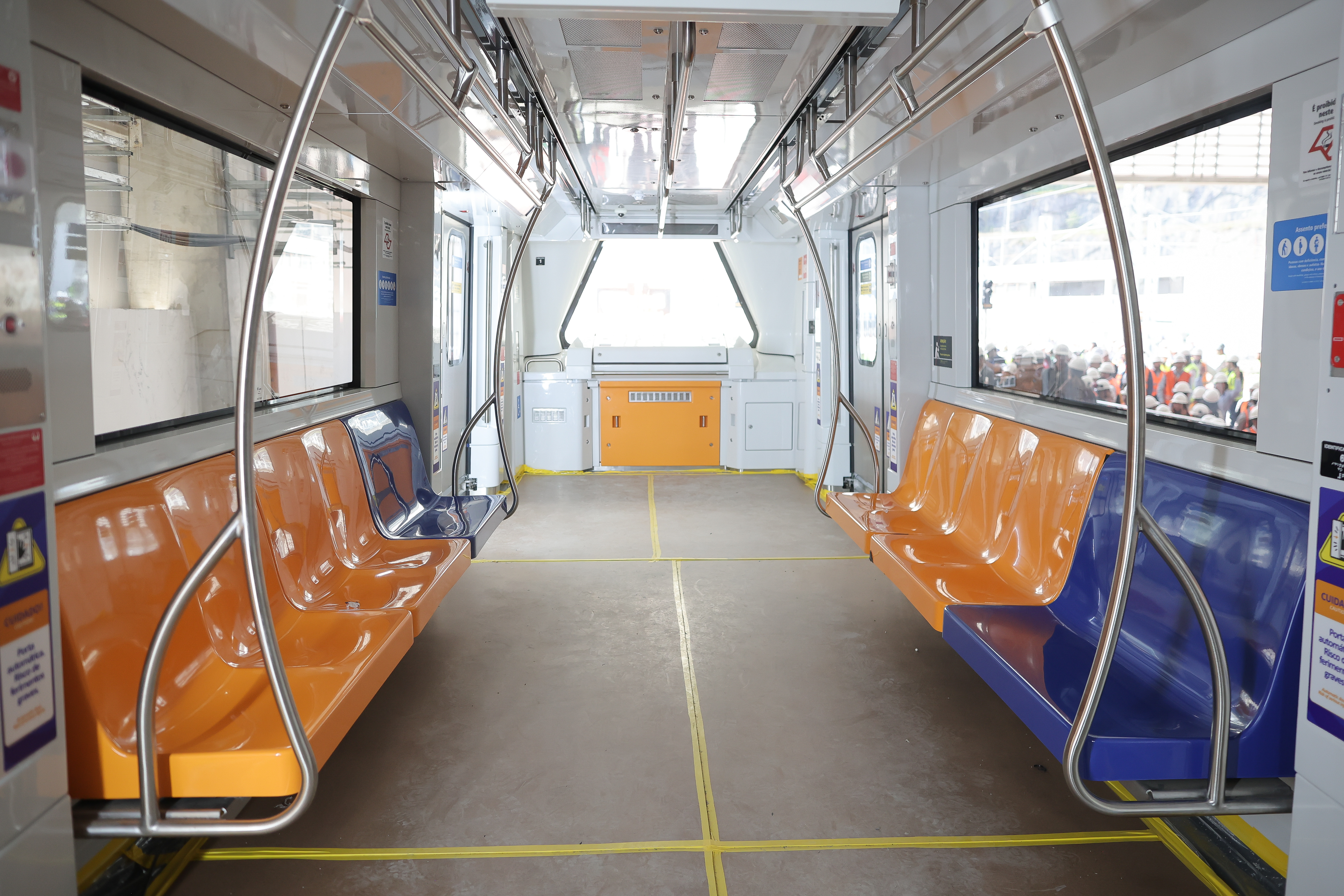
TUE Série 600 (2025)